# Mostafa Mohamed (piłkarz)
Mostafa Mohamed Ahmed Abdallah (ar. مصطفى محمد أحمد عبد الله; ur. 28 listopada 1997 w Gizie) – egipski piłkarz, występujący na pozycji napastnika we francuskim klubie FC Nantes, do którego jest wypożyczony z Galatasaray oraz w reprezentacji Egiptu.

## Kariera klubowa
Swoją piłkarską karierę Mohamed rozpoczął w klubie Zamalek SC. W 2016 roku awansował do pierwszego zespołu. Niedługo potem został wypożyczony do El Dakhleya, w którym w sezonie 2016/2017 zadebiutował w pierwszej lidze egipskiej. W sezonie 2017/2018 udał się na wypożyczenie do klubu Tanta SC. Z kolei w 2018 roku wypożyczono go do Tala’ea El-Gaish, w którym swój debiut zaliczył 1 sierpnia 2018 w zremisowanym 0:0 wyjazdowym meczu z Nogoom FC. W El-Gaish spędizł rok.
W lipcu 2019 roku Mohamed wrócił do Zamaleku. Swój debiut w nim zanotował 23 września 2019 w zwycięskim 1:0 domowym spotkaniu z Al-Ittihad Aleksandria. W debiucie strzelił gola. W sezonie 2019/2020 wywalczył z Zamalekiem wicemistrzostwo Egiptu, a w sezonie 2020/2021 został mistrzem Egiptu. W lutym 2020 zdobył Superpuchar Afryki (zagrał w wygranym 3:1 meczu z Espérance Tunis). W listopadzie 2020 wystąpił w przegranym 1:2 finale Ligi Mistrzów z Al-Ahly Kair, w którym dostał czerwoną kartkę.
W lutym 2021 Mohamed odszedł na wypożyczenie do Galatasaray. Zadebiutował w nim 2 lutego 2021 w zwycięskim 3:0 domowym spotkaniu z İstanbul Başakşehir. Strzelił w nim gola. W sezonie 2020/2021 wywalczył z Galatasaray wicemistrzostwo Turcji. 1 lipca 2022 został wykupiony przez Galatasaray za 3,5 miliona euro.

## Kariera reprezentacyjna
W reprezentacji Egiptu Mohamed zadebiutował 23 marca 2019 w zremisowanym 1:1 meczu kwalifikacji do Pucharu Narodów Afryki 2019 z Nigrem, rozegranym w Niamey. W 2022 roku został powołany do kadry na Puchar Narodów Afryki 2021. Na tym turnieju rozegrał siedem meczów: grupowe z Nigerią (0:1), z Gwineą Bissau (1:0) i z Sudanem (1:0), w 1/8 finału z Wybrzeżem Kości Słoniowej (0:0, k. 5:4), ćwierćinałowy z Marokiem (2:1 po dogrywce), półfinałowy z Kamerunem (0:0, k. 3:1) i finałowy z Senegalem (0:0, k. 2:4).

## Statystyki kariery
| Sezon   | Klub             | Kraj   | Rozgrywki                   | Mecze | Gole |
| ------- | ---------------- | ------ | --------------------------- | ----- | ---- |
| 2016/17 | El Dakhleya      | Egipt  | Ad-Dauri al-Misri al-Mumtaz | 16    | 3    |
| 2017/18 | Tanta SC         | Egipt  | Ad-Dauri al-Misri al-Mumtaz | 23    | 6    |
| 2018/19 | Tala’ea El-Gaish | Egipt  | Ad-Dauri al-Misri al-Mumtaz | 29    | 12   |
| 2019/20 | Zamalek SC       | Egipt  | Ad-Dauri al-Misri al-Mumtaz | 29    | 11   |
| 2020/21 | Zamalek SC       | Egipt  | Ad-Dauri al-Misri al-Mumtaz | 4     | 2    |
| 2020/21 | Galatasaray      | Turcja | Süper Lig                   | 16    | 8    |
| 2021/22 | Galatasaray      | Turcja | Süper Lig                   | 27    | 7    |